# Agnes Habereder
Agnes Habereder (* 2. April 1954 in Kelheim) ist eine deutsche Opernsängerin (dramatischer Sopran) und Gesangspädagogin.

## Leben
Nach erstem Klavierunterricht bei Sophie Datzmann erhielt sie ab dem 13. Lebensjahr Orgelunterricht beim Regensburger Domorganisten Eberhard Kraus. Nach Gesangsunterricht bei Karl-Heinz Jarius studierte sie in München Gesang. Spätere Studien absolvierte sie bei Mario Tonelli in Florenz. Ferner studierte sie bei Rainer Fuchs Klavier sowie bei Erik Werba Liedbegleitung und Liedgestaltung.
Habereder debütierte 1979 beim Augsburger Mozartfest und am Theater Augsburg als Donna Anna in Wolfgang Amadeus Mozarts Don Giovanni und als Woglinde in Richard Wagners Das Rheingold. Von Augsburg aus wurde sie zum Maggio Musicale in Florenz eingeladen. Sie wurde von Zubin Mehta gefördert und sang das gesamte Wagnerfach, sowie in Opern von Richard Strauss, Alban Berg, Erich Wolfgang Korngold, Franz Schreker und weiteren Komponisten. Habereder trat an der Bayerischen Staatsoper, am Opernhaus Zürich, am Teatro Liceu in Barcelona, an der Wiener Staatsoper, an der Dresdner Staatsoper sowie bei den Bayreuther Festspielen auf und arbeitete mit Dirigenten wie Zubin Mehta, Sir Georg Solti, Hiroshi Wakasugi und Heinrich Hollreiser zusammen.
Neben zahlreichen Rundfunkaufnahmen entstanden auch einige Plattenaufnahmen, wie z. B. Hans Pfitzners Von deutscher Seele, Arrigo Boitos Mefistofele zusammen mit Montserrat Caballé, Siegfried Wagners Der Friedensengel oder Gustav Mahlers 2. Sinfonie (Mahler).
Nach dem Rücktritt von der Opernbühne aus familiären Gründen leitete sie zunächst die Opernfestspiele Heidenheim. Inzwischen lehrt sie an der Hochschule für Musik und Theater München und am Leopold-Mozart-Zentrum der Universität Augsburg.
Sie ist Preisträgerin des Deutschen Musikwettbewerbes in Bonn, des Mozartwettbewerbes in Würzburg und des Bundeswettbewerbs Gesang in Berlin.